# 플랑켄

플랑켄의 위치

플랑켄(독일어: Planken)은 리히텐슈타인의 지방 자치체로, 인구는 421명(2008년 기준), 면적은 7.38km2, 높이는 786m이다. 리히텐슈타인에서 인구가 가장 적은 지방 자치체이다.

시기
시 문장